# فيلق الرحمن
فيلق الرحمن هو تحالف يضم جماعات إسلامية تابعة للجيش السوري الحر تعمل معظمها في الغوطة الشرقية، في ضواحي مدينة دمشق، ولكن أيضًا في القلمون الشرقي. وهي الجماعة الثورية الرئيسية في جوبر وقد تلقت صواريخ من طراز بي جي إم-71 تاو. قائد الجماعة هو عبد الناصر شمير، نقيب انشق عن الجيش السوري في أوائل عام 2012.
منذ وفاة زهران علوش كانت هناك نزاعات بين جيش الإسلام وسائر أعضاء القيادة العسكرية الموحدة للغوطة الشرقية، إلى جانب الجماعات المرتبطة بها مثل جبهة النصرة وغرفة عملياتها جيش الفسطاط. وظلت حركة أحرار الشام محايدة.
في 18 فبراير 2016، أعلن مقاتلي الاتحاد الإسلامي لأجناد الشام المتمركزين في الغوطة الشرقية «اندماجهم الكامل» مع فيلق الرحمن، على الرغم من تأكيدهم على أن المقاتلين المتمركزين في ضاحيتا غرب دمشق داريا والمعضمية، وكذلك في جنوب دمشق سوف يواصلون العمل تحت لواء الاتحاد الإسلامي لأجناد الشام ولن يكونوا جزءاً من هذا الاندماج.
في 26 أبريل 2016، ترك اللواء الأول (جماعة مرتبطة بالجيش السوري الحر سابقاً ومسلحة بصواريخ تاو) الجبهة الجنوبية واندمج مع الفيلق.

## التاريخ

### 2014-2015
كان فيلق الرحمن جزءًا من القيادة العسكرية الموحدة للغوطة الشرقية، التي تأسست عام 2014 ، جنبًا إلى جنب مع جيش الإسلام بقيادة زهران علوش وأحرار الشام. تحالف فيلق الرحمن وجيش الإسلام في هجوم ريف دمشق معركة «الله الغالب» في سبتمبر 2015 حول تل كردي وعدرا وحرستا في الغوطة الشرقية. لكن بعد وفاة علوش أواخر عام 2015 اندلعت صراعات بين جيش الإسلام والرحمن. بقيت أحرار الشام على الحياد.

### 2016
في 18 فبراير 2016، أعلن مقاتلو اتحاد أجناد الشام الإسلامي المتمركزون في الغوطة الشرقية عن «الدمج الكامل» لمقاتليه في فيلق الرحمن، على الرغم من التأكيد على أن مقاتليه المتمركزين في ضواحي دمشق الغربية داريا والمعضمية وكذلك في كان جنوب دمشق لا يزال يعمل تحت راية اتحاد أجناد الشام الإسلامي ولم يكن جزءًا من هذا الاندماج.
من 18 أبريل حتى 24 مايو 2016، شارك الفيلق في اشتباكات عنيفة مع فصيل متمرد منافس، جيش الإسلام، بينما كان يقاتل أيضًا القوات الحكومية في هجوم ريف دمشق (أبريل - مايو 2016). في 26 أبريل 2016، غادر اللواء الأول بدمشق (الذي كان آنذاك مجموعة تابعة للجيش السوري الحر مسلحة بصواريخ BGM-71 TOW) من الجبهة الجنوبية وانضم إلى الفيلق. ومع ذلك، غادر بعض الوقت.
في 24 مايو 2016، اجتمع قادة جيش الإسلام وفيلق الرحمن لتوقيع اتفاق بدعم قطري لإنهاء الأعمال العدائية بعد الصراع بين المتمردين في الغوطة الشرقية (أبريل - مايو 2016)، تحت إشراف رياض فريد حجاب. في 14 يونيو 2016، اندلعت الاشتباكات مرة أخرى، حيث سيطر فيلق الرحمن على عدة مناطق كانت تحت سيطرة جيش الإسلام في الجزء الجنوبي من الغوطة الشرقية.
في أواخر تموز / يوليو 2016 اشتبكت جبهة النصرة مع فيلق الرحمن في زملكا بمركز ريف دمشق بسبب خلاف حول صلاة الجمعة في أحد مساجد بلدة زملكا. في هذه الفترة، كان الفيلق من بين المقاتلين في هجوم ريف دمشق (يونيو-أكتوبر 2016).
في 21 أكتوبر / تشرين الأول 2016، أطلق مقاتلو فيلق الرحمن النار على متظاهرين يطالبون بتشكيل غرفة عمليات عسكرية مشتركة بين جيش الإسلام وفيلق الرحمن. شارك ما يصل إلى 5000 شخص في الاحتجاجات في جميع أنحاء الغوطة الشرقية.  بعد أقل من أسبوع، انفصلت كتائب المجد عن فيلق الرحمن، مما جعلها المجموعة المتمردة التاسعة التي تغادر الفيلق منذ بداية الحرب. في السابق، انفصلت العديد من هذه الجماعات من أجل الانضمام إلى اتحاد أجناد الشام الإسلامي وجيش الأمة البائد الآن.

### 2017
في فبراير 2017، حضر رئيس المجلس السياسي لفيلق الرحمن معتصم شامير محادثات السلام في جنيف.
بين فبراير / شباط ومايو / أيار 2017، استُهدف الفيلق من قبل هجوم القابون الحكومي. في مارس 2017 اشتبك الفيلق مع القوات الحكومية في جوبر.
منذ أبريل 2017، اندلعت اشتباكات عنيفة بين جيش الإسلام وفيلق الرحمن المدعوم من هيئة تحرير الشام.  قُتل أكثر من 95 متمرداً من الجانبين،  من بينهم نقيب فيلق الرحمن. في 2 مايو، انشق العقيد أبو محمد الكردي من فيلق الرحمن إلى جيش الإسلام.
في 8 مايو 2017، عادت كتائب المجد للانضمام إلى فيلق الرحمن بعد أن حاصر الأخير مقر السابق في حمورية لمدة يومين.
في يونيو، بدأت القوات الحكومية هجومًا على الفيلق في جوبر، واستمر حتى منتصف أغسطس. وزعمت مصادر حكومية أن 400 من المتمردين قتلوا خلال الشهر الأول من الهجوم.
في تموز / يوليو 2017، تم الإبلاغ عن تزايد التوترات بين الفيلق وحليفه السابق هيئة تحرير الشام في الغوطة الشرقية.  في 6 أغسطس / آب 2017، انشق 120 من مقاتلي أحرار الشام في عربين إلى فيلق الرحمن بعد خلافات داخلية. اتهمت أحرار الشام فيلق الرحمن بالاستيلاء على أسلحتهم، بينما اتهم فيلق الرحمن أحرار الشام بمحاولتهم تنفيذ تجربتهم «الفاشلة» من شمال سوريا في الغوطة الشرقية. وبحسب ما ورد انحازت هيئة تحرير الشام إلى جانب أحرار الشام ضد فيلق الرحمن أثناء الاشتباكات. اتفاق وقف إطلاق النار بين فيلق الرحمن وأحرار الشام تم تنفيذه في 9 أغسطس.
في أغسطس 2017 في جنيف، وقع الفيلق اتفاقًا مع روسيا للانضمام إلى منطقة خفض التصعيد في الغوطة الشرقية، بوساطة روسيا وتركيا وإيران. ومع ذلك، في سبتمبر 2017، وردت تقارير عن اشتباكات بين الفيلق والقوات الحكومية في جوبر.
شارك الفيلق إلى جانب أحرار الشام في معركة حرستا في تشرين الثاني (نوفمبر) 2017 - كانون الثاني (يناير) 2018.

### 2018
في فبراير 2018، شنت القوات الحكومية هجومًا واسع النطاق لاستعادة الغوطة الشرقية من الجماعات المتمردة، بما في ذلك فيلق الرحمن. بحلول شهر مارس، تم تقسيم جيب المتمردين في الغوطة الشرقية إلى ثلاثة، مع سيطرة الفيلق على ريف حمورية الجنوبي. انسحب مقاتلو الرحمن من حمورية إلى عين ترما بحلول 15 مارس. في 23 مارس، توصل الفيلق إلى اتفاق استسلام مع روسيا، وبدأ في اليوم التالي بإجلاء مقاتليه وعائلاتهم من زملكا وعربين وعين ترما وجوبر. غادرت قافلة قوامها أكثر من 5400 مقاتل ومدني الجيب في 25 مارس / آذار، ووصلت إلى شمال غرب سوريا في اليوم التالي.

## الدعم الخارجي
فيلق الرحمن مدعوم من قطر.  فيلق الرحمن المدعوم من قطر يقاتل جيش الإسلام المدعوم من السعودية.
دعمت تركيا التنظيم، لكنها علقت الدعم له في عام 2020 ، لأنهم رفضوا الانصياع لأمر تركيا بإرسال مقاتلين إلى ليبيا. قلة من مقاتلي الجماعة ذهبوا للقتال في ليبيا، على الرغم من رفض قادتهم.
تستخدم المجموعة بنشاط صواريخ BGM-71 TOW الأمريكية المضادة للدبابات.